# Pleurotus armeniascus
Pleurotus armeniascus är en svampart som beskrevs av Corner 1981. Pleurotus armeniascus ingår i släktet Pleurotus och familjen musslingar.   Inga underarter finns listade i Catalogue of Life.